# Joaquín Reyes (attore)
Joaquín Reyes Cano (Albacete, 16 settembre 1974) è un attore spagnolo.

## Filmografia parziale

### Cinema
- Tensión sexual no resuelta, regia di Miguel Ángel Lamata (2010)
- Ghost Academy (Promoción fantasma), regia di Javier Ruiz Caldera (2012)
- Tres bodas de más, regia di Javier Ruiz Caldera (2013)

### Televisione
- La hora chanante (2002-2004)
- Noche sin tregua (2004-2006)
- Camera café (2005-2009)
- Fibrilando (2009)
- Muchachada nui (2007-2010)
- La isla de los nominados (2010)
- Museo Coconut (2010-2014)
- Anclados (2015)
- Retorno a Lílifor (2015)